# Zlatá
Obec Zlatá se nachází v okrese Praha-východ, kraj Středočeský. Žije zde 428 obyvatel.
Ve vzdálenosti 6 km jihozápadně leží město Říčany, 11 km východně město Český Brod, 14 km severně město Čelákovice a 17 km severně město Brandýs nad Labem-Stará Boleslav. První písemná zmínka o obci pochází z roku 1357. Pověřenou obcí je obec Úvaly.

## Historie
První písemná zmínka o obci pochází z roku 1357. Dříve zde stávala tvrz.

### Územněsprávní začlenění
Dějiny územněsprávního začleňování zahrnují období od roku 1850 do současnosti. V chronologickém přehledu je uvedena územně administrativní příslušnost obce v roce, kdy ke změně došlo:
- 1850 země česká, kraj Pardubice, politický okres Černý Kostelec, soudní okres Český Brod[5]
- 1855 země česká, kraj Praha, soudní okres Český Brod[5]
- 1868 země česká, politický i soudní okres Český Brod[5]
- 1939 země česká, Oberlandrat Kolín, politický i soudní okres Český Brod[6]
- 1942 země česká, Oberlandrat Praha, politický i soudní okres Český Brod[7]
- 1945 země česká, správní i soudní okres Český Brod[8]
- 1949 Pražský kraj, okres Český Brod[9]
- 1960 Středočeský kraj, okres Praha-východ[10]

## Doprava
Dopravní síť
- Pozemní komunikace – Obcí prochází silnice II/101 v úseku Jesenice - Říčany - Zlatá - Úvaly - Brandýs nad Labem.
- Železnice – Železniční trať ani stanice na území obce nejsou. Nejbližší železniční stanicí jsou Úvaly ve vzdálenosti 4 km ležící na trati 011 mezi Prahou a Českým Brodem.

Veřejná doprava
- Autobusová doprava – V obci je zastávka Pražské integrované dopravy "Zlatá", kde zastavují linky 329 (Praha, Sídliště Skalka - Škvorec, Náměstí) a 686 (Úvaly,Žel.st-Říčany,Wolkerova)